# 바나흐 대수
함수해석학에서 바나흐 대수(Banach代數, 영어: Banach algebra)는 바나흐 공간과 결합 대수의 구조를 서로 호환되게 갖춘 집합이다. 대표적인 예로 콤팩트 하우스도르프 공간 위의 연속 함수 공간이나 바나흐 공간 위의 유계 작용소 공간이 있다.

## 정의
{\displaystyle \mathbb {K} \in \{\mathbb {R} ,\mathbb {C} \}}가 실수체 또는 복소수체 가운데 하나라고 하자. {\displaystyle \mathbb {K} }-노름 대수(영어: normed {\displaystyle \mathbb {K} }-algebra) {\displaystyle (A,+,0,\cdot ,1,\|\|)}는 다음과 같은 구조가 주어진 집합이다.:4, Definition I.10
- {\displaystyle (A,+,0,\|\|)}는 {\displaystyle \mathbb {K} }-노름 공간이다.
- {\displaystyle (A,+,0,\cdot ,1)}는 {\displaystyle \mathbb {K} }-결합 대수이다.

또한, 노름 공간 구조와 결합 대수 구조 사이에 다음과 같은 두 호환 조건이 주어져야 한다.
- (노름 부등식) {\displaystyle \Vert a\cdot b\Vert \leq \Vert a\Vert \Vert b\Vert \qquad \forall a,b\in A}
- (항등원의 노름) {\displaystyle \|1\|=1}

(일부 문헌에서는 곱셈 항등원을 가져야 하는 조건을 생략한다.:246, §10.1)
만약 {\displaystyle X}가 사실 바나흐 공간이라면 (즉, 완비 거리 공간이라면), {\displaystyle \mathbb {K} }-바나흐 대수(영어: Banach {\displaystyle \mathbb {K} }-algebra)라고 한다.:4, Definition I.10:245, Definition 10.1

### 유니터리 원소
{\displaystyle \mathbb {K} }-노름 대수 {\displaystyle A}가 주어졌다고 하자. 이는 환을 이루므로, 가역원의 개념을 정의할 수 있다. 가역원 {\displaystyle a\in \operatorname {Unit} (A)} 가운데 노름이 1인 것을 유니터리 원소(unitary元素, 영어: unitary element)라고 한다.

## 연산

### 반대 대수
{\displaystyle \mathbb {K} }-노름 대수 {\displaystyle (A,\cdot ,\|\|)}에 대하여, 그 반대환 {\displaystyle A^{\operatorname {op} }=(A,\cdot ^{\operatorname {op} })}, 즉
{\displaystyle a\cdot ^{\operatorname {op} }b=b\cdot a\qquad (a,b\in A)}
에 같은 노름을 부여하면, {\displaystyle A^{\operatorname {op} }} 역시 {\displaystyle \mathbb {K} }-노름 대수를 이룬다.:6, Example I.17 또한, 환 연산은 노름 공간 구조와 상관이 없으므로, 만약 {\displaystyle A}가 바나흐 대수라면 {\displaystyle A^{\operatorname {op} }} 역시 바나흐 대수이다.

### 직합
유한 또는 무한 개의 {\displaystyle \mathbb {K} }-바나흐 대수들 {\displaystyle (A_{i})_{i\in I}}이 주어졌다고 하자. 그렇다면, 직접곱의 부분 공간
{\displaystyle A={\widehat {\bigoplus }}_{i\in I}A_{i}=\left\{(a_{i})_{i\in I}\in \prod _{i\in I}A_{i}\colon \sup _{i\in I}\|a_{i}\|<\infty \right\}}
위에 L1 노름
{\displaystyle \|(a_{i})_{i\in I}\|=\sup _{i=1}^{n}\|a_{i}\|_{A_{i}}\qquad (a\in A)}
및 성분별 곱
{\displaystyle (a_{i})_{i\in I}\cdot (b_{i})_{i\in I}=(a_{i}b_{i})_{i\in I}\qquad (a,b\in A)}
을 부여하면, 이 역시 {\displaystyle \mathbb {K} }-바나흐 대수를 이룬다. 이 경우 {\displaystyle A}의 항등원은
{\displaystyle 1_{A}=(1_{A_{1}},1_{A_{2}},\dotsc ,1_{A_{n}})}
이다.

### 몫
{\displaystyle \mathbb {K} }-바나흐 대수 {\displaystyle A}의 양쪽 아이디얼 {\displaystyle {\mathfrak {I}}\subseteq A}가 주어졌으며, {\displaystyle {\mathfrak {I}}}가 닫힌집합이며, {\displaystyle {\mathfrak {I}}\neq A}라고 하자. 그렇다면, 몫환 {\displaystyle A/{\mathfrak {I}}} 위에는 자연스러운 노름
{\displaystyle \|a+{\mathfrak {I}}\|=\inf _{i\in {\mathfrak {I}}}\|a+i\|}
을 줄 수 있다. 그렇다면, {\displaystyle A/{\mathfrak {I}}} 역시 {\displaystyle \mathbb {K} }-바나흐 대수를 이루며, 그 항등원은 {\displaystyle 1_{A}+{\mathfrak {I}}}이다.

### 복소화
실수 바나흐 대수 {\displaystyle A}가 주어졌을 때, 그 복소화
{\displaystyle A\otimes _{\mathbb {R} }\mathbb {C} }
위에 노름
{\displaystyle \|a\otimes _{\mathbb {R} }z\|=\|a\||z|}
과 곱셈
{\displaystyle (a\otimes _{\mathbb {R} }z)\cdot (b\otimes _{\mathbb {R} }w)=ab\otimes _{\mathbb {R} }zw}
을 부여하면, 이는 복소수 바나흐 대수를 이룬다.

### 완비화
{\displaystyle \mathbb {K} }-노름 대수 {\displaystyle A}가 주어졌다고 하자. 그렇다면, 그 완비화 {\displaystyle {\bar {A}}}는 다음과 같이 자연스럽게 {\displaystyle \mathbb {K} }-바나흐 공간을 이룬다.
{\displaystyle \|{\bar {a}}\|_{\bar {A}}=\lim _{i\to \infty }\|a_{i}\|_{A}\qquad ({\bar {a}}\in {\bar {A}})}
(여기서 {\displaystyle (a_{i})_{i\in \mathbb {N} }\subseteq A}는 {\displaystyle {\bar {a}}\in {\bar {A}}}로 수렴하는, {\displaystyle A} 속의 임의의 코시 열이다.) 그 위에 곱셈
{\displaystyle {\bar {a}}{\bar {b}}=\lim _{i\to \infty }a_{i}b_{i}\qquad ({\bar {a}},{\bar {b}}\in {\bar {A}})}
을 정의하면, {\displaystyle {\bar {A}}}는 {\displaystyle \mathbb {K} }-바나흐 대수를 이룬다. (여기서 {\displaystyle (a_{i})_{i\in \mathbb {N} }\subseteq A}와 {\displaystyle (b_{i})_{i\in \mathbb {N} }\subseteq A}는 각각 {\displaystyle {\bar {a}},{\bar {b}}\in {\bar {A}}}로 수렴하는, {\displaystyle A} 속의 임의의 두 코시 열이다.) 이를 {\displaystyle A}의 완비화(完備化, 영어: completion)라고 한다.:5, Definition I.13

### 무게 부여
{\displaystyle \mathbb {K} }-바나흐 대수 {\displaystyle A}의 원소 {\displaystyle w\in A}가 주어졌으며, {\displaystyle \|w\|\leq 1}이라고 하자. 또한, {\displaystyle w}가 가역원이며, 중심에 속한다고 하자.
{\displaystyle w\in \operatorname {Z} (A)\cap \operatorname {Unit} (A)}
이 경우, {\displaystyle A} 위에 새 이항 연산 {\displaystyle \star _{w}}를 다음과 같이 부여하자.
{\displaystyle a\star _{w}b=wab\qquad \forall a,b\in A}
그렇다면 {\displaystyle (A,\star _{w},w^{-1})} 역시 {\displaystyle \mathbb {K} }-바나흐 대수를 이루며, {\displaystyle \star _{w}}에 대한 항등원은 {\displaystyle w^{-1}}이다.

### 아렌스 곱
{\displaystyle \mathbb {K} }-노름 대수 {\displaystyle A}의 이중 연속 쌍대 공간 {\displaystyle A''} 위에 (이중) 쌍대 노름 및 곱셈
{\displaystyle \phi \chi \colon f\mapsto \phi (a\mapsto G(f(a)))\qquad (\phi ,\chi \in A'',\;f\in A',\;a\in A)}
을 정의하자. 그렇다면, {\displaystyle A''}는 항상 {\displaystyle \mathbb {K} }-바나흐 대수를 이룬다. (만약 {\displaystyle A}가 바나흐 대수가 아닌 노름 대수이더라도 {\displaystyle A''}은 항상 바나흐 대수이다.) 이 연산을 아렌스 곱(영어: Arens product)이라고 한다.

## 성질

### 환론적 성질
겔판트-마주르 정리(Гельфанд-Mazur定理, 영어: Gelfand–Mazur theorem)에 따르면, 실수 바나흐 대수에 대하여 다음 세 조건이 서로 동치이다.
- 나눗셈환이다.
- 영역이며, 모든 주 아이디얼이 닫힌집합이다.
- {\displaystyle \mathbb {R} } (실수체) · {\displaystyle \mathbb {C} } (복소수체) · {\displaystyle \mathbb {H} } (사원수 대수) 가운데 하나이다.

또한, 복소수 바나흐 대수 가운데 나눗셈환인 것은 {\displaystyle \mathbb {C} }밖에 없다.
실수 바나흐 대수 가운데 뇌터 가환환인 것은 유한 차원이다. 특히, 실수 바나흐 대수 가운데 뇌터 가환환이며 정역인 것은 {\displaystyle \mathbb {R} }와 {\displaystyle \mathbb {C} } 밖에 없다.
복소수 바나흐 대수 {\displaystyle B}의 임의의 두 원소 {\displaystyle a,b\in B}에 대하여, {\displaystyle ab-ba\neq 1}이다. (이는 {\displaystyle ab}와 {\displaystyle ba}의 스펙트럼이 0을 제외하고 서로 같기 때문이다.)

### 위상수학적 성질
{\displaystyle \mathbb {K} }-바나흐 대수는 위상환을 이룬다. 즉, 덧셈과 곱셈은 연속 함수를 이룬다.
{\displaystyle \mathbb {K} }-바나흐 대수의 가역원군은 위상군을 이룬다. 구체적으로, {\displaystyle \mathbb {K} }-바나흐 대수 {\displaystyle B}의 가역원군 {\displaystyle \operatorname {Unit} (B)\subseteq B}는 {\displaystyle B}의 열린집합이며, 역원 함수
{\displaystyle (-)^{-1}\colon \operatorname {Unit} (B)\to \operatorname {Unit} (B)}
는 연속 함수이다.

### 스펙트럼
임의의 {\displaystyle \mathbb {K} }-바나흐 대수 {\displaystyle B}의 원소 {\displaystyle b\in B}의 스펙트럼은 다음과 같다.
{\displaystyle \sigma (b)=\left\{\lambda \in \mathbb {K} \colon \nexists (\lambda -b)^{-1}\right\}}
이는 바나흐 공간 위의 유계 작용소의 스펙트럼의 개념의 일반화이다.

### 겔판트 표현
가환 복소수 바나흐 대수 {\displaystyle B}가 주어졌다고 하자. 그렇다면, 다음 두 집합 사이에 표준적인 전단사 함수가 존재한다.
- {\displaystyle B}의 극대 아이디얼의 집합 {\displaystyle \operatorname {Max} (B)}
- (항등원을 보존하는) 결합 대수 준동형 {\displaystyle B\to \mathbb {C} }의 집합 {\displaystyle \Delta (B)}. (이는 물론 전단사 함수이어야 한다.)

구체적으로, 이는 다음과 같이 정의된다.
극대 아이디얼 {\displaystyle {\mathfrak {m}}\in \operatorname {Max} (B)}에 대하여, {\displaystyle B/{\mathfrak {m}}}은 체인 복소수 바나흐 대수이므로, {\displaystyle B/{\mathfrak {m}}\cong \mathbb {C} }이다. 따라서, 몫 준동형 {\displaystyle (/\mathbb {m} )\colon B\twoheadrightarrow B/{\mathfrak {m}}\cong \mathbb {C} }이 존재한다.
이 때문에, {\displaystyle B}의 극대 아이디얼은 지표(指標, 영어: character)라고도 한다.
임의의 지표 {\displaystyle \chi \in \Delta (B)}는 항상 연속 함수이다. (이는 그 핵 {\displaystyle {\mathfrak {m}}\in \operatorname {Max} (B)}는 항상 닫힌집합이기 때문이다.) 또한, 그 작용소 노름은 항상 1이다. 이에 따라, {\displaystyle \Delta (B)} 위에 점별 수렴 위상을 부여하면, {\displaystyle \Delta (B)}는 콤팩트 하우스도르프 공간을 이룬다. 특히, 복소수 바나흐 대수 {\displaystyle {\mathcal {C}}^{0}(\Delta (B),\mathbb {C} )}를 정의할 수 있다.
이 경우, {\displaystyle B}의 겔판트 표현(Гельфанд表現, 영어: Gelfand representation)은 다음과 같다.
{\displaystyle {\hat {\;}}\colon B\to {\mathcal {C}}^{0}(\Delta (B),\mathbb {C} )}
{\displaystyle {\hat {b}}\colon \chi \mapsto \chi (b)\qquad (b\in B,\;\chi \in \Delta (B))}
이는 결합 대수 준동형을 이루며, 또한 스펙트럼을 보존한다. 즉, 다음이 성립한다.
{\displaystyle \sigma (b)=\sigma ({\hat {b}})=\{\chi (b)\colon \chi \in \Delta (B)\}\subseteq \mathbb {C} \qquad \forall b\in B}
여기서 우변은 복소수 바나흐 대수 {\displaystyle {\mathcal {C}}^{0}(\Delta (B),\mathbb {C} )}에서 취한 스펙트럼이다.

## 예

### 연속 함수 공간
공집합이 아닌 콤팩트 하우스도르프 공간 {\displaystyle X} 위에 정의된 연속 함수의 공간 {\displaystyle {\mathcal {C}}^{0}(X,\mathbb {K} )}은 (균등 노름 및 점별 합과 곱에 대하여) {\displaystyle \mathbb {K} }-바나흐 대수를 이룬다.:247, Example 10.3(a)

### 나눗셈 대수
실수체 {\displaystyle \mathbb {R} } · 복소수체 {\displaystyle \mathbb {C} } · 사원수 대수 {\displaystyle \mathbb {H} }는 모두 실수 바나흐 대수를 이룬다. 이 가운데 {\displaystyle \mathbb {C} }는 추가로 복소수 바나흐 대수를 이룬다. ({\displaystyle \mathbb {R} }와 {\displaystyle \mathbb {H} }는 복소수 바나흐 대수를 이루지 못한다.)

### 유클리드 공간
자연수 {\displaystyle n\in \mathbb {N} }에 대하여, 유한 차원 {\displaystyle \mathbb {K} }-벡터 공간 {\displaystyle V=\mathbb {K} ^{n}} 위에 1-노름
{\displaystyle \|(a_{1},\dotsc ,a_{n})\|=\max\{a_{1},\dotsc ,a_{n}\}}
및 성분별 곱
{\displaystyle (a_{1},\dotsc ,a_{n})\cdot (b_{1},\dotsc ,b_{n})=(a_{1}b_{1},\dotsc ,a_{n}b_{n})}
을 부여하면, 이는 가환 {\displaystyle \mathbb {K} }-바나흐 대수를 이룬다. 그 가역원군은
{\displaystyle \operatorname {Unit} (V)=(\mathbb {K} ^{\times })^{n}}
이다.

### 유계 작용소
1차원 이상의 {\displaystyle \mathbb {K} }-노름 공간 {\displaystyle V} 위의 {\displaystyle V\to V} 유계 작용소들의 집합 {\displaystyle \operatorname {B} (V,V)}는 작용소 노름과 함수의 합성에 의하여 {\displaystyle \mathbb {K} }-노름 대수를 이룬다.:5, Example I.14 만약 {\displaystyle V}가 {\displaystyle \mathbb {K} }-바나흐 공간이라면, {\displaystyle \operatorname {B} (V,V)}는 {\displaystyle \mathbb {K} }-바나흐 대수를 이룬다.:5, Example I.14:248, Example 10.3(b)

### C* 대수
모든 C* 대수는 복소수 바나흐 대수를 이룬다. 구체적으로, C* 대수 {\displaystyle (A,^{*})}가 주어졌을 때, 그 위에 노름
{\displaystyle \|a\|=\sup \left\{{\sqrt {|\lambda |}}\colon \lambda \in \mathbb {C} ,\;\lambda -a^{*}a\not \in \operatorname {Unit} (A)\right\}}
을 부여하면 이는 바나흐 대수를 이룬다.

### 위상군 위의 함수
콤팩트 하우스도르프 위상군 {\displaystyle G} 위의 (왼쪽 하르 측도에 대한) 르베그 공간 {\displaystyle \operatorname {L} ^{1}(G;\mathbb {K} )}은 {\displaystyle \mathbb {K} }-바나흐 대수이다. 그 위에 합성곱
{\displaystyle (f*g)(x)=\int _{G}f(y)g(y^{-1}x)\;\mathrm {d} y\qquad (f,g\in \operatorname {L} ^{1}(G;\mathbb {K} ))}
을 부여하면, 이는 {\displaystyle \mathbb {K} }-바나흐 대수를 이룬다.

## 역사
‘바나흐 대수’라는 이름은 스테판 바나흐를 딴 것이다. 그러나 바나흐 대수의 이론은 스테판 바나흐와 큰 관계가 없으며, 다만 바나흐가 연구한 바나흐 공간을 이루기 때문에 이러한 이름이 붙었다.
바나흐 대수의 개념은 나구모 미치오(일본어: 南雲 道夫, 1905~1995)가 1936년에 ‘선형 계량환’(독일어: linearer metrischer Ring)이라는 이름으로 도입하였다. 이후 이즈라일 겔판트가 이를 ‘노름환’(독일어: normierter Ring)이라는 이름으로 재도입하였고, 이에 대하여 자세히 연구하였다. 1945년에 워런 앰브로즈(영어: Warren Ambrose, 1914~1995)가 ‘바나흐 대수’(영어: Banach algebra)라는 용어를 도입하였다.
아렌스 곱은 리하르트 프리드리히 아렌스(독일어: Richard Friederich Arens, 1919~2000)가 1951년에 도입하였다.
겔판트-마주르 정리는 이즈라일 겔판트와 스타니스와프 마주르의 이름을 땄다. 마주르가 1938년에 증명하였는데, 저널에 페이지가 모자라 증명을 싣지 못하고 정리 자체만 출판하였다. 1941년에 이즈라일 겔판트가 독자적으로 증명하였다.